# Джон Стоунз
Джон Сто́унз (англ. John Stones, нар. 28 травня 1994, Барнслі) — англійський футболіст, центральний захисник «Манчестер Сіті» і збірної Англії.

## Клубна кар'єра

### «Барнслі»
Вихованець футбольної школи клубу «Барнслі». Дорослу футбольну кар'єру розпочав 2011 року в основній команді того ж клубу, в якій провів два сезони, взявши участь у 24 матчах чемпіонату. 

### «Евертон»

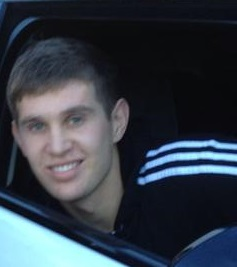
Джон Стоунз в «Евертоні»

До складу клубу «Евертон» приєднався 2013 року. Дебют футболіста в основній команді «Евертона» відбувся 28 серпня 2013 року в грі Кубка ліги проти «Стівенідж», в якій Стоунз відіграв всі 120 хвилин, а матч завершився перемогою «ірисок» в додатковий час з рахунком 2:1.В АПЛ футболіст дебютував 14 вересня 2013 в переможному для «Евертона» матчі проти «Челсі» (1:0), коли він на 89 хвилині гри замінив Стівена Нейсміта. 1 січня 2014 Стоунз вперше вийшов на матч Прем'єр-ліги в стартовому складі «Евертона» і відіграв проти «Сток Сіті» всі 90 хвилин. Всього в сезоні 2013/14 взяв участь у 21 матчі команди в АПЛ.
7 серпня 2014 Стоунз підписав новий контракт з «Евертоном», згідно з яким він мав залишатися футболістом мерсісайдського клубу до 2019 року.
У сезоні 2014/15 футболіст взяв участь у 23 матчах команди в Прем'єр-лізі, двох — у Кубку Англії та трьох — у Лізі Європи. Крім того, Стоунз зумів відкрити рахунок своїм голам в АПЛ, 26 квітня 2015 забивши гол у ворота «Манчестер Юнайтед» у матчі, що завершився перемогою «Евертона» з рахунком 3:0.

### «Манчестер Сіті»
2016 року перейшов до «Манчестер Сіті». Сума трансферу склала 47,5 млн фунтів, що на той час стало другим найдорожчим трансфером захисника в історії після переходу Давіда Луїса до «Парі Сен-Жермен». При цьому 15% трансферної суми було передано попередньому клубу гравця, «Барнслі». Отримані ним у результаті 6,78 мільйона фунтів перевищили трансферні надходження від продажу будь-якого гравця команди. 
Попри високу трансферну ціну не сповна виправдав сподівання тренерського штабу, нерідко залишався у резерві на матчі Прем'єр-ліги та піддавався критиці з боку вболівальників і ЗМІ. В сезоні 2017/18 допоміг «Ман Сіті» здобути перемоги у Кубку Футбольної ліги, а згодом й у Прем'єр-лізі, провівши у цих змаганнях відповідно 18 і 4 гри по ходу сезону.

## Виступи за збірні
2012 року дебютував у складі юнацької збірної Англії, взяв участь у 3 іграх на юнацькому рівні.
З 2013 року залучався до складу молодіжної збірної Англії. На молодіжному рівні зіграв у 11 офіційних матчах.
2014 року дебютував в офіційних матчах у складі національної збірної Англії. 2016 року поїхав у складі збірної на тогорічний чемпіонат Європи, де, утім, залишався резервним гравцем і на поле не виходив.
16 травня 2018 року був включений до заявки національної команди на тогорічний чемпіонат світу.
| Дата       | Місто            | Господарі  | Результат               | Гості      | Турнір                                    | Голи | Примітки |
| ---------- | ---------------- | ---------- | ----------------------- | ---------- | ----------------------------------------- | ---- | -------- |
| 30-5-2014  | Лондон           | Англія     | 3 – 0                   | Перу       | товариський матч                          | -    | 75'      |
| 4-6-2014   | Маямі-Ґарденс    | Еквадор    | 2 – 2                   | Англія     | товариський матч                          | -    | 74'      |
| 3-9-2014   | Лондон           | Англія     | 1 – 0                   | Норвегія   | товариський матч                          | -    | 81'      |
| 8-9-2014   | Базель           | Швейцарія  | 0 – 2                   | Англія     | Відбір до ЧЄ 2016                         | -    |          |
| 5-9-2015   | Серравалле       | Сан-Марино | 0 – 6                   | Англія     | Відбір до ЧЄ 2016                         | -    |          |
| 8-9-2015   | Лондон           | Англія     | 2 – 0                   | Швейцарія  | Відбір до ЧЄ 2016                         | -    | 68'      |
| 17-11-2015 | Лондон           | Англія     | 2 – 0                   | Франція    | товариський матч                          | -    |          |
| 29-3-2016  | Лондон           | Англія     | 1 – 2                   | Нідерланди | товариський матч                          | -    |          |
| 22-5-2016  | Манчестер        | Англія     | 2 – 1                   | Туреччина  | товариський матч                          | -    |          |
| 27-5-2016  | Сандерленд       | Англія     | 2 – 1                   | Австралія  | товариський матч                          | -    |          |
| 4-9-2016   | Трнава           | Словаччина | 0 – 1                   | Англія     | Відбір до ЧС 2018                         | -    |          |
| 8-10-2016  | Лондон           | Англія     | 2 – 0                   | Мальта     | Відбір до ЧС 2018                         | -    |          |
| 11-10-2016 | Любляна          | Словенія   | 0 – 0                   | Англія     | Відбір до ЧС 2018                         | -    |          |
| 11-11-2016 | Лондон           | Англія     | 3 – 0                   | Шотландія  | Відбір до ЧС 2018                         | -    |          |
| 15-11-2016 | Лондон           | Англія     | 2 – 2                   | Іспанія    | товариський матч                          | -    |          |
| 22-3-2017  | Дортмунд         | Німеччина  | 1 – 0                   | Англія     | товариський матч                          | -    | 84'      |
| 26-3-2017  | Лондон           | Англія     | 2 – 0                   | Литва      | Відбір до ЧС 2018                         | -    |          |
| 13-6-2017  | Сен-Дені         | Франція    | 3 – 2                   | Англія     | товариський матч                          | -    | 62'      |
| 5-10-2017  | Лондон           | Англія     | 1 – 0                   | Словенія   | Відбір до ЧС 2018                         | -    | 44'      |
| 8-10-2017  | Вільнюс          | Литва      | 0 – 1                   | Англія     | Відбір до ЧС 2018                         | -    |          |
| 11-11-2017 | Лондон           | Англія     | 0 – 0                   | Німеччина  | товариський матч                          | -    |          |
| 14-11-2017 | Лондон           | Англія     | 0 – 0                   | Бразилія   | товариський матч                          | -    |          |
| 23-3-2018  | Амстердам        | Нідерланди | 0 – 1                   | Англія     | товариський матч                          | -    |          |
| 27-3-2018  | Лондон           | Англія     | 1 – 1                   | Італія     | товариський матч                          | -    | 73'      |
| 2-6-2018   | Лондон           | Англія     | 2 – 1                   | Нігерія    | товариський матч                          | -    |          |
| 7-6-2018   | Лідс             | Англія     | 2 – 0                   | Коста-Рика | товариський матч                          | -    |          |
| 18-6-2018  | Волгоград        | Туніс      | 1 – 2                   | Англія     | ЧС 2018 - груповий етап                   | -    |          |
| 24-6-2018  | Нижній Новгород  | Англія     | 6 – 1                   | Панама     | ЧС 2018 - груповий етап                   | 2    |          |
| 28-6-2018  | Калінінград      | Англія     | 0 – 1                   | Бельгія    | ЧС 2018 - груповий етап                   | -    | 46'      |
| 3-7-2018   | Москва           | Колумбія   | 1 – 1 д.ч. (3 - 4 п.п.) | Англія     | ЧС 2018 - 1/8 фіналу                      | -    |          |
| 7-7-2018   | Самара           | Швеція     | 0 – 2                   | Англія     | ЧС 2018 - чветьфінал                      | -    |          |
| 11-7-2018  | Москва           | Хорватія   | 2 – 1 д.ч.              | Англія     | ЧС 2018 - півфінал                        | -    |          |
| 14-7-2018  | Санкт-Петербург  | Бельгія    | 2 – 0                   | Англія     | ЧС 2018 - 3-тє місце                      | -    | 52'      |
| 8-9-2018   | Лондон           | Англія     | 1 – 2                   | Іспанія    | Ліга націй УЄФА 2018—2019 - груповий етап | -    | 66'      |
| 11-9-2018  | Лестер           | Англія     | 1 – 0                   | Швейцарія  | товариський матч                          | -    | 61'      |
| 12-10-2018 | Рієка            | Хорватія   | 0 – 0                   | Англія     | Ліга націй УЄФА 2018—2019 - груповий етап | -    | 52'      |
| 18-11-2018 | Лондон           | Англія     | 2 – 1                   | Хорватія   | Ліга націй УЄФА 2018—2019 - груповий етап | -    |          |
| 6-6-2019   | Гімарайнш        | Нідерланди | 3 – 1 д.ч.              | Англія     | Ліга націй УЄФА 2018—2019 - півфінал      | -    |          |
| 14-11-2019 | Лондон           | Англія     | 7 – 0                   | Чорногорія | Відбір до ЧЄ 2020                         | -    |          |
| 25-3-2021  | Лондон           | Англія     | 5 – 0                   | Сан-Марино | Відбір до ЧС 2022                         | -    | 46'      |
| 28-3-2021  | Тирана           | Албанія    | 0 – 2                   | Англія     | Відбір до ЧС 2022                         | -    |          |
| 31-3-2021  | Лондон           | Англія     | 2 – 1                   | Польща     | Відбір до ЧС 2022                         | -    |          |
| 13-6-2021  | Лондон           | Англія     | 1 – 0                   | Хорватія   | ЧЄ 2020 - груповий етап                   | -    |          |
| 18-6-2021  | Лондон           | Англія     | 0 – 0                   | Шотландія  | ЧЄ 2020 - груповий етап                   | -    |          |
| 22-6-2021  | Лондон           | Чехія      | 0 – 1                   | Англія     | ЧЄ 2020 - груповий етап                   | -    | 79'      |
| 29-6-2021  | Лондон           | Англія     | 2 – 0                   | Німеччина  | ЧЄ 2020 - 1/8 фіналу                      | -    |          |
| 3-7-2021   | Рим              | Україна    | 0 – 4                   | Англія     | ЧЄ 2020 - чвертьфінал                     | -    |          |
| 7-7-2021   | Лондон           | Англія     | 2 – 1 д.ч.              | Данія      | ЧЄ 2020 - півфінал                        | -    |          |
| 11-7-2021  | Лондон           | Італія     | 1 – 1 д.ч. (3 – 2 п.п.) | Англія     | ЧЄ 2020 - фінал                           | -    |          |
| 2-9-2021   | Будапешт         | Угорщина   | 0 – 4                   | Англія     | Відбір до ЧС 2022                         | -    |          |
| 8-9-2021   | Варшава          | Польща     | 1 – 1                   | Англія     | Відбір до ЧС 2022                         | -    |          |
| 9-10-2021  | Андорра-ла-Велья | Андорра    | 0 – 5                   | Англія     | Відбір до ЧС 2022                         | -    | 42' 60'  |
| 12-10-2021 | Лондон           | Англія     | 1 – 1                   | Угорщина   | Відбір до ЧС 2022                         | 1    |          |
| 12-11-2021 | Лондон           | Англія     | 5 – 0                   | Албанія    | Відбір до ЧС 2022                         | -    |          |
| 15-11-2021 | Серравалле       | Сан-Марино | 0 – 10                  | Англія     | Відбір до ЧС 2022                         | -    | 73'      |
| 4-6-2022   | Будапешт         | Угорщина   | 1 – 0                   | Англія     | Ліга націй УЄФА 2022—2023 - груповий етап | -    | 62'      |
| 7-6-2022   | Мюнхен           | Німеччина  | 1 – 1                   | Англія     | Ліга націй УЄФА 2022—2023 - груповий етап | -    |          |
| 14-6-2022  | Вулвергемптон    | Англія     | 0 – 4                   | Угорщина   | Ліга націй УЄФА 2022—2023 - груповий етап | -    | 37', 82' |
| 26-9-2022  | Лондон           | Англія     | 3 – 3                   | Німеччина  | Ліга націй УЄФА 2022—2023 - груповий етап | -    | 37'      |
| 21-11-2022 | Ер-Раян          | Англія     | 6 – 2                   | Іран       | ЧС 2022 - груповий етап                   | -    |          |
| Усього     |                  | Матчів     | 60                      |            | Голів                                     | 3    |          |

## Досягнення
- Чемпіон Англії (6):

«Манчестер Сіті»:  2017-18, 2018-19, 2020-21, 2021-22, 2022-23, 2023-24
- Володар Кубка Ліги (4):

«Манчестер Сіті»: 2017-18, 2018-19, 2019-20, 2020-21
- Володар Суперкубка Англії (2):

«Манчестер Сіті»: 2018, 2019
- Володар Кубка Англії (2):

«Манчестер Сіті»: 2018-19, 2022-23
- Переможець Ліги чемпіонів УЄФА: (1):

«Манчестер Сіті»: 2022-23
- Володар Суперкубка УЄФА (1):

«Манчестер Сіті»: 2023
- Переможець Клубного чемпіонату світу (1):

«Манчестер Сіті»: 2023
Збірні
- Віце-чемпіон Європи: 2020